# Semaj Christon
Semaj Rakem Christon (Cincinnati, 1º novembre 1992) è un cestista statunitense, di ruolo playmaker.

## Carriera
Dopo due stagioni in NCAA con gli Xavier Musketeers (di cui l'ultima chiusa con 17 punti e 4 rimbalzi di media) viene scelto alla cinquantacinquesima chiamata del Draft 2014 dai Miami Heat, viene immediatamente ceduto agli Charlotte Hornets assieme a P.J. Hairston in cambio di Shabazz Napier, successivamente viene nuovamente scambiato agli Oklahoma City Thunder in cambio di una somma di denaro.

### Inizi (2014-2016)

#### Oklahoma Blue (2014-2015)
Christon non prese parte al training camp con i Thunder e venne prestato in D-League agli Oklahoma Blue.
In quanto non viene mai richiamato da OKC in prima squadra, rimane per tutto l'anno con i Blue con cui ha disputato 44 partite segnando in totale 817 punti, tenendo così una media di 18,8 punti a partita (uniti a 35,2 minuti, 3,6 rimbalzi, 5,8 assist e 1,6 palle rubate a partita).

#### L'anno in Italia: Pesaro (2015-2016)
Nella Summer League 2015, svoltasi a Orlando, Christon figura nella rosa di OKC. Tuttavia, oltre alla presenza in rosa di Russell Westbrook e D.J. Augustin, nel ruolo di Christon si aggiunge anche Cameron Payne, 14ª scelta proprio dei Thunder al Draft NBA 2015. Allora Christon il 3 agosto raggiunge un accordo con la Victoria Libertas Pesaro con l'obiettivo di giocare con continuità, cosa che a Oklahoma City non sarebbe stata possibile per il playmaker nativo di Cincinnati. L'obbiettivo venne centrato in quanto lui disputò tutte e 30 le partite giocate dalla squadra in stagione tenendo delle buone medie: 33,2 minuti, 3,3 rimbalzi, 3,7 assist, 1,6 palle rubate e 14,3 punti a partita.

### NBA (2016-2017)

#### Oklahoma City Thunder (2016-2017)
Nel luglio del 2016 andò a giocare negli Oklahoma City Thunder in Summer League (esattamente come fece l'anno precedente). Il 21 Agosto 2016 firmò con i Thunder per la prima volta. Nonostante ciò lui ebbe un contratto non garantito e si giocò il posto finale in squadra con Ronnie Price; Christon ebbe la meglio sul veterano guadagnandosi il posto. Christon riuscì a trovare molto spazio grazie al lungo infortunio di Cameron Payne, agendo così da riserva del titolare (e stella della squadra) Russell Westbrook. Con il rientro di Payne nei primi giorni del gennaio 2017, Christon diventò il terzo playmaker della rosa, scendendo così nelle gerarchie del coach dei Thunder Billy Donovan. Tuttavia, durante la trade dead-line, Payne venne ceduto (insieme ad Anthony Morrow e Joffrey Lauvergne) ai Chicago Bulls in cambio di Taj Gibson, Doug McDermott e una seconda scelta al Draft 2018; pochi giorni dopo arrivò da free agent (a seguito di un'esperienza di pochi mesi agli Shandong Golden Stars in Cina) l'esperto playmaker Norris Cole. L'arrivo di Cole non impedì a Christon di giocare anche nelle ultime gare della stagione. Tuttavia nei playoffs, a seguito di gara-2, Christon non trovò più spazio, venendo così scavalcato così dall'ex giocatore di Heat e Pelicans nelle rotazioni di coach Billy Donovan. I Thunder vennero eliminati dai PO per 4-1 al primo turno dagli Houston Rockets.
Il 14 ottobre 2017 venne tagliato dai Thunder.

## Statistiche

### NCAA
| Anno      | Squadra           | PG | PT | MP   | TC%  | 3P%  | TL%  | RP  | AP  | PRP | SP  | PP   |
| --------- | ----------------- | -- | -- | ---- | ---- | ---- | ---- | --- | --- | --- | --- | ---- |
| 2012-2013 | Xavier Musketeers | 30 | 29 | 34,3 | 44,4 | 25,0 | 67,2 | 2,9 | 4,6 | 1,5 | 0,1 | 15,2 |
| 2013-2014 | Xavier Musketeers | 34 | 34 | 35,3 | 47,9 | 38,8 | 66,8 | 2,7 | 4,2 | 1,3 | 0,2 | 17,0 |
| Carriera  | Carriera          | 64 | 63 | 34,8 | 46,2 | 33,8 | 67,0 | 2,8 | 4,4 | 1,4 | 0,2 | 16,2 |

#### Massimi in carriera
- Massimo di punti: 28 (2 volte)[12]
- Massimo di rimbalzi: 7 (4 volte)
- Massimo di assist: 10 vs Saint Bonaventure (16 gennaio 2013)
- Massimo di palle rubate: 4 (2 volte)
- Massimo di stoppate: 2 (3 volte)
- Massimo di minuti giocati: 42 vs Saint Louis (6 marzo 2013)

### NBA

#### Regular Season
| Anno      | Squadra          | PG | PT | MP   | TC%  | 3P%  | TL%  | RP  | AP  | PRP | SP  | PP  |
| --------- | ---------------- | -- | -- | ---- | ---- | ---- | ---- | --- | --- | --- | --- | --- |
| 2016-2017 | Oklahoma Thunder | 62 | 1  | 15,2 | 34,5 | 19,0 | 54,8 | 1,4 | 2,0 | 0,4 | 0,1 | 2,9 |
| Carriera  | Carriera         | 62 | 1  | 15,2 | 34,5 | 19,0 | 54,8 | 1,4 | 2,0 | 0,4 | 0,1 | 2,9 |

#### Play-off
| Anno     | Squadra          | PG | PT | MP   | TC%  | 3P%  | TL% | RP  | AP  | PRP | SP  | PP  |
| -------- | ---------------- | -- | -- | ---- | ---- | ---- | --- | --- | --- | --- | --- | --- |
| 2017     | Oklahoma Thunder | 2  | 0  | 10,5 | 40,0 | 33,3 | -   | 1,5 | 2,5 | 0,5 | 0,0 | 2,5 |
| Carriera | Carriera         | 2  | 0  | 10,5 | 40,0 | 33,3 | -   | 1,5 | 2,5 | 0,5 | 0,0 | 2,5 |

#### Massimi in carriera
- Massimo di punti: 11 vs Milwaukee Bucks (2 gennaio 2017)[13]
- Massimo di rimbalzi: 7 vs Milwaukee Bucks (4 aprile 2017)
- Massimo di assist: 6 (2 volte)
- Massimo di palle rubate: 2 (6 volte)
- Massimo di stoppate: 1 (7 volte)
- Massimo di minuti giocati: 30 vs Minnesota Timberwolves (11 aprile 2017)

### G League
| Anno      | Squadra       | PG | PT | MP   | TC%  | 3P%  | TL%  | RP  | AP  | PRP | SP  | PP   |
| --------- | ------------- | -- | -- | ---- | ---- | ---- | ---- | --- | --- | --- | --- | ---- |
| 2014-2015 | Oklahoma Blue | 44 | 40 | 35,3 | 43,4 | 23,4 | 78,6 | 3,7 | 5,7 | 1,6 | 0,2 | 18,6 |
| Carriera  | Carriera      | 44 | 40 | 35,3 | 43,4 | 23,4 | 78,6 | 3,7 | 5,7 | 1,6 | 0,2 | 18,6 |

### Eurolega
| Anno      | Squadra        | PG | PT | MP   | TC%  | 3P%  | TL%  | RP  | AP  | PRP | SP  | PP  |
| --------- | -------------- | -- | -- | ---- | ---- | ---- | ---- | --- | --- | --- | --- | --- |
| 2019-2020 | Saski Baskonia | 7  | 5  | 25,2 | 47,2 | 28,6 | 72,7 | 1,1 | 3,7 | 0,3 | 0,0 | 9,1 |
| Carriera  | Carriera       | 7  | 5  | 25,2 | 47,2 | 28,6 | 72,7 | 1,1 | 3,7 | 0,3 | 0,0 | 9,1 |

### Eurocup
| Anno      | Squadra     | PG | PT | MP   | TC%  | 3P%  | TL%  | RP  | AP  | PRP | SP  | PP   |
| --------- | ----------- | -- | -- | ---- | ---- | ---- | ---- | --- | --- | --- | --- | ---- |
| 2019-2020 | Limoges CSP | 7  | 7  | 33,0 | 43,4 | 34,3 | 78,1 | 2,4 | 8,0 | 0,9 | 0,1 | 17,6 |
| 2021-2022 | Ulma        | 18 | 18 | 32,6 | 49,4 | 34,6 | 80,7 | 3,7 | 6,6 | 1,2 | 0,0 | 17,4 |
| Carriera  | Carriera    | 25 | 25 | 32,7 | 47,7 | 34,5 | 79,8 | 3,3 | 7,0 | 1,1 | 0,0 | 17,5 |

## Palmarès

### Squadra
- Campionato spagnolo: 1

Saski Baskonia: 2019-20

### Individuale
- All-NBDL All-Rookie Third Team (2015)
- All-Eurocup Second Team: 1

ratipoharm Ulm: 2021-22